# Hylaeus asiaticus
Hylaeus asiaticus är en biart som först beskrevs av Dalla Torre 1896.  Hylaeus asiaticus ingår i släktet citronbin, och familjen korttungebin. Inga underarter finns listade i Catalogue of Life.